# 王隆祖
王隆祖（？—？），明朝人，是一名明朝政治人物。
王隆祖曾于1371年接替张麟任上海县知县一职，1373年由王文贞接任。